# Laura Mancinelli
Laura Mancinelli (Udine, 18 december 1933 – 7 juli 2016) was een Italiaans schrijfster, germanist en medievalist.
universitair docent, vertaler, essayist (talrijke essays uit de middeleeuwse geschiedenis) en auteur van historische romans.
In 2005 werd ze benoemd tot Grootofficier Orde van Verdienste van de Republiek Italië (Grande ufficiale dell'Ordine al merito della Repubblica Italiana).

## Levensloop
Laura Mancinelli werd geboren in Udine en woonde vier jaar in Rovereto, voordat ze met haar familie naar Turijn vertrok in 1937. Ze is in 1956 afgestudeerd aan de Universiteit van Turijn met een diploma in de Duitse literatuur, met een focus op de moderne literatuur. In de jaren na haar doctoraat gaf ze les zonder ooit haar passie voor de middeleeuwse Duitse cultuur op te geven. In 1969 schreef ze het essay Das Nibelungenlied. Problems and values. In de jaren zeventig doceerde ze Germaanse filologie aan de Universiteit van Sassari en vervolgens in Venetië door de Germanist Ladislao Mittner, in 1976 behaalde ze de leerstoel Geschiedenis van de Duitse taal aan de Ca' Foscari Universiteit van Venetië.
Op aanraden van zijn collega en vriend Claudio Magris redigeerde en vertaalde zij in 1972 het Italiaans uit de oorspronkelijke bundel Nibelungenlied, in 1978 gevolgd door Tristan (Gottfried von Straßburg) en in 1989 door Gregorius en Der arme Heinrich (Hartmann von Aue).
Na terugkeer in Turijn als houder van de universitaire leerstoel Germaanse filologie debuteerde Laura Mancinelli in 1981 in fictie, uitgeverij, De twaalf abten van Challant, een historische roman die de auteur in 1968 begon te schrijven. Na Het spook van Mozart in 1986 en Het wonder van Sint Odilia in 1989.

## Geselecteerde bibliografie
Alleen het jaar van uitgave in Italië is vermeld.
romans
- I dodici abati di Challant, De twaalf abten van Challant, 1981
- Il fantasma di Mozart, Het spook van Mozart, 1986
- Il miracolo di santa Odilia, Het wonder van Sint Odilia, 1989
- Amadé, Amadé, 1990
- La casa del tempo, Het huis van de tijd, 1993
- Gli occhi dell'imperatore, De ogen van de keizer, 1994
- Raskolnikov, Raskolnikov, 1996
- Il principe scalzo, De blootsvoetse prins, 1999

- Bibsys: 90355792
- Biblioteca Nacional de España: XX4925871
- Bibliothèque nationale de France: cb121825364 (data)
- Catàleg d'autoritats de noms i títols de Catalunya: 981058511014706706
- CiNii: DA17130033
- Gemeinsame Normdatei: 119137402
- International Standard Name Identifier: 0000 0001 1655 0507
- Library of Congress Control Number: n79095621
- Nationale Bibliotheek van Polen: a0000001115595
- Nederlandse Thesaurus van Auteursnamen: 072752246
- Istituto Centrale per il Catalogo Unico: CFIV011739
- Système universitaire de documentation: 030404762
- Virtual International Authority File: 61590101
- WorldCat: E39PBJhdfvk8HDcjcJCdrrqxXd